# Festival di Cannes 2017

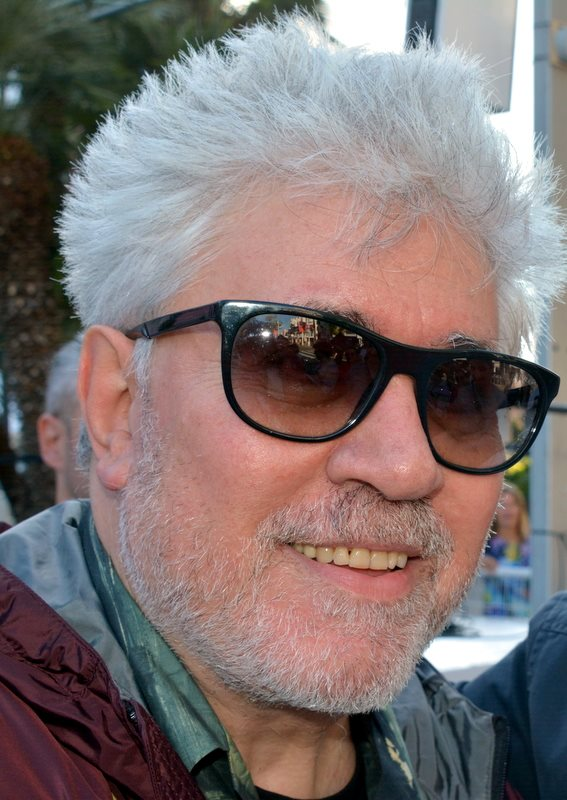
Pedro Almodóvar, presidente di giuria della 70ª edizione

La 70ª edizione del Festival di Cannes ha avuto luogo a Cannes dal 17 al 28 maggio 2017.
Il regista spagnolo Pedro Almodóvar è stato il Presidente della Giuria, mentre l'attrice italiana Monica Bellucci ha presentato la cerimonia d'apertura e di chiusura della kermesse. Il film d'apertura è stato I fantasmi d'Ismael di Arnaud Desplechin. La locandina della 70ª edizione del Festival è un omaggio all'attrice italiana Claudia Cardinale, ritratta a Roma nel 1959.
La Palma d'oro è stata assegnata a The Square di Ruben Östlund.

## Selezione ufficiale

### Concorso
- 120 battiti al minuto (120 battements par minute), regia di Robin Campillo (Francia)
- A Beautiful Day - You Were Never Really Here (You Were Never Really Here), regia di Lynne Ramsay (Regno Unito, Stati Uniti d'America, Francia)
- Doppio amore (L'Amant double), regia di François Ozon (Francia)
- Geu hu, regia di Hong Sang-soo (Corea del Sud)
- Good Time, regia di Josh e Benny Safdie (Stati Uniti d'America)
- Happy End, regia di Michael Haneke (Austria, Francia, Germania)
- Hikari, regia di Naomi Kawase (Giappone, Francia)
- L'inganno (The Beguiled), regia di Sofia Coppola (Stati Uniti d'America)
- Krotkaja, regia di Serhij Loznycja (Francia, Germania, Russia, Lituania, Paesi Bassi, Ucraina, Lettonia)
- Loveless (Neljubov'), regia di Andreï Zviaguintsev (Russia, Francia, Belgio, Germania)
- Una luna chiamata Europa (Jupiter holdja), regia di Kornél Mundruczó (Ungheria, Francia, Germania)
- The Meyerowitz Stories, regia di Noah Baumbach (Stati Uniti d'America)
- Il mio Godard (Le Redoutable), regia di Michel Hazanavicius (Francia)
- Okja, regia di Bong Joon-ho (Corea del Sud, Stati Uniti d'America)
- Oltre la notte (Aus dem Nichts), regia di Fatih Akın (Germania, Francia)
- Rodin, regia di Jacques Doillon (Francia, Belgio)
- Il sacrificio del cervo sacro (The Killing of a Sacred Deer), regia di Yorgos Lanthimos (Irlanda, Regno Unito, Stati Uniti d'America)
- The Square, regia di Ruben Östlund (Svezia, Danimarca, Francia, Germania)
- La stanza delle meraviglie (Wonderstruck), regia di Todd Haynes (Stati Uniti d'America)

### Un Certain Regard
- L'atelier, regia di Laurent Cantet (Francia)
- Barbara, regia di Mathieu Amalric (Francia)
- La bella e le bestie (ʿAlā kaff ʿifrīt), regia di Kaouther Ben Hania (Tunisia, Francia, Svezia, Libano, Norvegia)
- Directions - Tutto in una notte a Sofia (Posoki), regia di Stephan Komandarev (Bulgaria, Germania, Macedonia)
- Dopo la guerra (Après la guerre), regia di Annarita Zambrano (Francia, Italia)
- En attendant les hirondelles, regia di Karim Moussaoui (Francia, Algeria, Germania)
- Fortunata, regia di Sergio Castellitto (Italia)
- Las hijas de Abril, regia di Michel Franco (Messico)
- Lerd, regia di Mohammad Rasoulof (Iran)
- Lùguò wèilái, regia di Li Ruijun (Cina)
- Montparnasse - Femminile singolare (Jeune Femme), regia di Léonor Serraille (Francia, Belgio)
- La novia del desierto, regia di Cecilia Atán e Valeria Pivato (Argentina, Cile)
- Out, regia di György Kristóf (Slovacchia, Stati Uniti d'America)
- Il presidente (La cordillera), regia di Santiago Mitre (Argentina, Francia, Spagna)
- Sanpo suru shinryakusha, regia di Kiyoshi Kurosawa (Giappone)
- I segreti di Wind River (Wind River), regia di Taylor Sheridan (Stati Uniti d'America, Canada, Regno Unito)
- Tesnota, regia di Kantemir Balagov (Russia)
- Western, regia di Valeska Grisebach (Germania, Bulgaria, Austria)

### Fuori concorso
- I fantasmi d'Ismael (Les fantômes d'Ismaël), regia di Arnaud Desplechin (Francia) - film d'apertura[4]
- La ragazza del punk innamorato (How to Talk to Girls at Parties), regia di John Cameron Mitchell (Regno Unito, Stati Uniti d'America)
- L'immortale (Mugen no jūnin), regia di Takashi Miike (Giappone, Regno Unito)
- Quello che non so di lei (D'après une histoire vraie), regia di Roman Polański (Francia, Belgio)
- Visages, villages, regia di Agnès Varda e JR (Francia)

#### Proiezioni di mezzanotte
- Aknyeo, regia di Jung Byung-gil (Corea del Sud)
- Bulhandang: nabbeun nomdeului sesang, regia di Byun Sung-hyun (Corea del Sud)
- Una preghiera prima dell'alba (A Prayer Before Dawn), regia di Jean-Stéphane Sauvaire (Regno Unito, Stati Uniti d'America, Francia, Cina)

### Proiezioni speciali
- 12 jours, regia di Raymond Depardon (Francia)
- La caméra de Claire, regia di Hong Sang-soo (Corea del Sud, Francia)
- Carré 35, regia di Éric Caravaca (Francia)
- Demons in Paradise, regia di Jude Ratnam (Francia, Sri Lanka)
- The King, regia di Eugene Jarecki (Stati Uniti d'America)
- Napalm, regia di Claude Lanzmann (Francia)
- Nos années folles, regia di André Téchiné (Francia)
- Una scomoda verità 2 (An Inconvenient Sequel: Truth to Power), regia di Bonni Cohen e Jon Shenk (Stati Uniti d'America)
- Sea Sorrow - Il dolore del mare (Sea Sorrow), regia di Vanessa Redgrave (Regno Unito)
- They, regia di Anahita Ghazvinizadeh (Stati Uniti d'America, Qatar)
- Il venerabile W. (Le vénérable W.), regia di Barbet Schroeder (Svizzera, Francia)
- Zombillenium, regia di Arthur de Pins e Alexis Ducord (Francia, Belgio)

#### Realtà virtuale
- Carne y Arena, regia di Alejandro González Iñárritu (Stati Uniti d'America)

#### Eventi del 70º anniversario
- 24 Frames, regia di Abbas Kiarostami (Iran, Francia)
- Come Swim, regia di Kristen Stewart (Stati Uniti d'America)
- Djam, regia di Tony Gatlif (Francia, Turchia, Grecia)
- Top of the Lake - Il mistero del lago (Top of the Lake) – serie TV, 6 episodi (Regno Unito, Australia, Nuova Zelanda, Stati Uniti d'America)
- Twin Peaks – serie TV, episodi 1x01-1x02 (Stati Uniti d'America)

### Cortometraggi in concorso
- Across My Land, regia di Fiona Godiver (Stati Uniti d'America)
- Damiana, regia di Andrés Ramírez Pulido (Colombia)
- A Drowning Man, regia di Mahdi Fleifel (Regno Unito, Danimarca, Grecia)
- Katto, regia di Teppo Airaksinen (Finlandia)
- Koniec widzenia, regia di Grzegorz Mołda (Polonia)
- Lunch Time, regia di Alireza Ghasemi (Iran)
- Pépé le morse, regia di Lucrèce Andreae (Francia)
- Push It, regia di Julia Thelin (Svezia)
- Xiao cheng er yue, regia di Qiu Yang (Cina)

### Cinéfondation
- À perdre haleine, regia di Léa Krawczyk - La Poudrière (Francia)
- Afternoon Clouds, regia di Payal Kapadia - Film and Television Institute of India (India)
- Atlantída, 2003, regia di Michal Blaško - Vysoká škola múzických umení v Bratislave (Slovacchia)
- Ben mamshich, regia di Yuval Aharoni - Steve Tisch School of Film & Television (Israele)
- Camouflage, regia di Imge Özbilge - Koninklijk Conservatorium Gent (Belgio)
- Deux égarés sont morts, regia di Tommaso Usberti - La Fémis (Francia)
- Give Up The Ghost, regia di Marian Mathias - New York University Tisch School of the Arts (Stati Uniti d'America)
- Heyvan, regia di Bahman Ark e Bahram Ark - Iranian National School of Cinema (Iran)
- Láthatatlanul, regia di Áron Szentpéteri - Színház- és Filmművészeti Egyetem (Ungheria)
- Lejla, regia di Stijn Bouma - Sarajevo Film Academy (Bosnia e Erzegovina)
- Paul est là, regia di Valentina Maurel - Institut national supérieur des arts du spectacle et des techniques de diffusion (Belgio)
- Pequeño manifiesto en contra del cine solemne, regia di Roberto Porta - Universidad del Cine (Argentina)
- Tokeru, regia Aya Igashi - Toho Gakuen Film Techniques Training College (Giappone)
- Vazio do lado de fora, regia di Eduardo Brandão Pinto - Università federale Fluminense (Brasile)
- Wild Horses, regia di Rory Stewart - National Film and Television School (Regno Unito)
- Yin shian bien jian gon lu, regia di Wang Yi-ling - Guólì Táiwān Yìshù Dàxué (Taiwan)

## Quinzaine des Réalisateurs

### Lungometraggi
- Alive in France, regia di Abel Ferrara (Francia)
- L'amant d'un jour, regia di Philippe Garrel (Francia)
- L'amore secondo Isabelle (Un beau soleil intérieur), regia di Claire Denis (Francia, Belgio) - film d'apertura[7]
- Bushwick, regia di Cary Murnion e Jonathan Milott (Stati Uniti d'America)
- A Ciambra, regia di Jonas Carpignano (Italia, Francia, Germania)
- Cuori puri, regia di Roberto De Paolis (Italia)
- La defensa del dragón, regia di Natalia Santa (Colombia)
- Frost, regia di Šarūnas Bartas (Lituania, Francia, Polonia, Ucraina)
- I Am Not a Witch, regia di Rungano Nyoni (Regno Unito, Francia)
- L'intrusa, regia di Leonardo Di Costanzo (Italia)
- Jeannette, l'enfance de Jeanne d'Arc, regia di Bruno Dumont (Francia)
- Marlina, omicida in quattro atti (Marlina si Pembunuh dalam Empat Babak), regia di Mouly Surya
- Mobile Homes, regia di Vladimir de Fontenay (Canada, Francia)
- Nothingwood, regia di Sonia Kronlund (Francia, Germania)
- Ôtez-moi d'un doute, regia di Carine Tardieu (Belgio, Francia)
- Patti Cake$, regia di Geremy Jasper (Stati Uniti d'America) - film di chiusura[7]
- The Rider - Il sogno di un cowboy (The Rider), regia di Chloé Zhao (Stati Uniti d'America)
- Un sogno chiamato Florida (The Florida Project), regia di Sean Baker (Stati Uniti d'America)
- West of the Jordan River, regia di Amos Gitai (Israele, Francia)

### Proiezioni speciali
- A fábrica de nada, regia di Pedro Pinho (Portogallo)

### Cortometraggi
- Água mole, regia di Laura Gonçalves e Alexandra Ramires (Portogallo)
- La bouche, regia di Camilo Restrepo (Francia)
- Copa-Loca, regia di Chrīstos Massalas (Grecia)
- Crème de menthe, regia di Philippe David Gagné e Jean-Marc E. Roy (Canada)
- Farpões, baldios, regia di Marta Mateus (Portogallo)
- Min börda, regia di Niki Lindroth von Bahr (Svezia)
- Nada, regia di Gabriel Martins (Brasile)
- Retour à Genoa City, regia di Benoît Grimalt (Francia)
- Tijuana Tales, regia di Jean-Charles Hue (Francia)
- Trešnje, regia di Dubravka Turić (Croazia)

## Settimana internazionale della critica

### Concorso

#### Lungometraggi
- Ava, regia di Léa Mysius (Francia)
- La familia, regia di Gustavo Rondón Córdova (Venezuela, Cile, Norvegia)
- Gabriel e a montanha, regia di Fellipe Barbosa (Brasile, Francia)
- Makala, regia di Emmanuel Gras (Francia)
- Oh Lucy!, regia di Atsuko Hirayanagi (Giappone, Stati Uniti d'America)
- Los perros, regia di Marcela Said (Cile, Francia, Argentina, Portogallo, Germania)
- Tehran Taboo, regia di Ali Soozandeh (Germania, Austria)

#### Cortometraggi
- Los desheredados, regia di Laura Ferrés (Spagna)
- Ela - Szkice na pożegnanie, regia di Oliver Adam Kusio (Germania)
- Les enfants partent à l'aube, regia di Manon Coubia (Francia)
- Jodilerks Dela Cruz, Employee of the Month, regia di Carlo Francisco Manatad (Singapore, Filippine)
- Möbius, regia di Sam Kuhn (Canada, Stati Uniti d'America)
- Najpiękniejsze fajerwerki ever, regia di Aleksandra Terpińska (Polonia)
- Real Gods Require Blood, regia di Moin Hussain (Regno Unito)
- Selva, regia di Sofía Quirós Ubeda (Argentina)
- Tesla: Lumière mondiale, regia di Matthew Rankin (Canada)
- Le visage, regia di Salvatore Lista (Francia)

### Proiezioni speciali

#### Lungometraggi
- Brigsby Bear, regia di Dave McCary (Stati Uniti d'America)  - film di chiusura[8]
- Petit paysan - Un eroe singolare (Petit paysan), regia di Hubert Charuel (Francia)
- Sicilian Ghost Story, regia di Fabio Grassadonia e Antonio Piazza (Italia)  - film d'apertura[8]
- Una vita violenta (Une vie violente), regia di Thierry de Peretti (Francia)

#### Cortometraggi
- After School Knife Fight, regia di Caroline Poggi e Jonathan Vinel (Francia)
- Coelho mau, regia di Carlos Conceição (Portogallo, Francia)
- Les îles, regia di Yann Gonzalez (Francia)

## Giurie

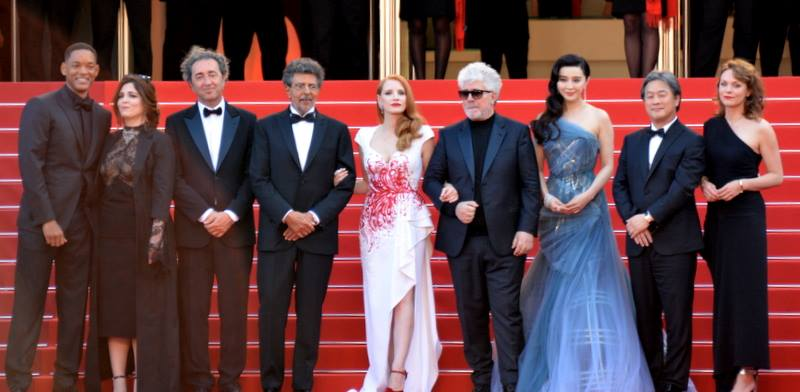
La giuria del concorso principale

### Concorso principale
- Pedro Almodóvar, regista, sceneggiatore e produttore (Spagna) - Presidente di giuria[9]
- Maren Ade, regista, sceneggiatrice, produttrice (Germania)
- Jessica Chastain, attrice (Stati Uniti d'America)
- Fan Bingbing, attrice e produttrice (Cina)
- Agnès Jaoui, attrice, regista, sceneggiatrice e produttrice (Francia)
- Park Chan-wook, regista, sceneggiatore e produttore (Corea del Sud)
- Will Smith, attore e produttore (Stati Uniti d'America)
- Paolo Sorrentino, regista e sceneggiatore (Italia)[10]
- Gabriel Yared, compositore (Francia)

### Un Certain Regard
- Uma Thurman, attrice (Stati Uniti d'America) - Presidente di giuria[11]
- Mohamed Diab, regista, sceneggiatore e scrittore (Egitto)
- Reda Kateb, attore (Francia)
- Joachim Lafosse, regista e sceneggiatore (Belgio)
- Karel Och, direttore artistico del Festival internazionale del cinema di Karlovy Vary (Repubblica Ceca)

### Caméra d'or
- Sandrine Kiberlain, attrice (Francia) - Presidente di giuria
- Patrick Blossier, direttore della fotografia (Francia)
- Élodie Bouchez, attrice (Francia)
- Guillaume Brac, sceneggiatore e produttore (Francia)
- Thibault Carterot, presidente del M141 (Francia)
- Fabien Gaffez, scrittore e critico (Francia)
- Michel Merkt, produttore (Svizzera)

### Cinéfondation e cortometraggi
- Cristian Mungiu, regista, sceneggiatore e produttore (Romania) - Presidente di giuria
- Clotilde Hesme, attrice (Francia)
- Barry Jenkins, regista e sceneggiatore (Stati Uniti d'America)
- Eric Khoo, regista, sceneggiatore e produttore (Singapore)
- Athina Rachel Tsangari, regista, sceneggiatrice e produttrice (Grecia)

### Settimana internazionale della critica
- Kleber Mendonça Filho, regista (Brasile) - Presidente di giuria
- Diana Bustamante Escobar, produttrice cinematografica e direttrice artistica del Festival Internacional de Cine de Cartagena de Indias - FICCI (Colombia)
- Eric Kohn, critico cinematografico e capo redattore di IndieWire (USA)
- Hania Mroué, direttrice di Metropolis Cinema (Libano)
- Niels Schneider, attore (Francia, Canada)

### L'Œil d'or
- Sandrine Bonnaire, attrice (Francia) - Presidente di giuria
- Lucy Walker, regista (Regno Unito)
- Lorenzo Codelli, critico cinematografico (Italia)
- Dror Moreh, regista (Israele)
- Thom Powers, direttore della programmazione del TIFF (Stati Uniti d'America)

### Queer Palm
- Travis Mathews, regista (Stati Uniti d'America) - Presidente di giuria[12]
- Didier Roth-Bettoni, giornalista
- Lidia Leber Terki, regista
- Yair Hochner, regista e direttore del festival LGBT di Tel Aviv
- Paz Lazaro, responsabile della programmazione della sezione "Panorama" della Berlinale

## Palmarès

### Concorso
- Palma d'oro: The Square, regia di Ruben Östlund
- Grand Prix Speciale della Giuria: 120 battiti al minuto (120 battements par minute), regia di Robin Campillo
- Prix de la mise en scène: Sofia Coppola per L'inganno (The Beguiled)
- Prix du scénario: (ex aequo) Yorgos Lanthimos e Euthymīs Filippou per Il sacrificio del cervo sacro (The Killing of a Sacred Deer) e Lynne Ramsay per A Beautiful Day - You Were Never Really Here (You Were Never Really Here)
- Prix d'interprétation féminine: Diane Kruger per Oltre la notte (Aus dem Nichts)
- Prix d'interprétation masculine: Joaquin Phoenix per A Beautiful Day - You Were Never Really Here (You Were Never Really Here)
- Premio della giuria: Loveless (Neljubov') di Andrej Zvjagincev

### Un Certain Regard
- Premio Un Certain Regard: Lerd di Mohammad Rasoulof
- Premio della Giuria: Las hijas de Abril di Michel Franco
- Miglior regia: Taylor Sheridan per I segreti di Wind River (Wind River)
- Miglior interpretazione: Jasmine Trinca per Fortunata
- Premio speciale per la poesia nel cinema: Barbara di Mathieu Amalric

### Settimana internazionale della critica
- Gran Premio Settimana internazionale della critica: Makala di Emmanuel Gras
- Premio Rivelazione France 4: Gabriel e a montanha di Fellipe Barbosa
- Premio SACD: Ava di Léa Mysius
- Aide Fondation Gan à la Diffusion: Gabriel e a montanha di Fellipe Barbosa
- Premio Scoperta Leica Cine del cortometraggio: Los desheredados di Laura Ferrés
- Premio Canal+ del cortometraggio: Najpiękniejsze fajerwerki ever di Aleksandra Terpińska

### Quinzaine des Réalisateurs
- Premio Art Cinéma: The Rider - Il sogno di un cowboy (The Rider) di Chloé Zhao
- Premio Europa Cinema Label: A Ciambra di Jonas Carpignano
- Premio SACD: L'amore secondo Isabelle (Un beau soleil intérieur) di Claire Denis e L'amant d'un jour di Philippe Garrel
- Premio Illy per il cortometraggio: Retour à Genoa City di Benoît Grimalt

### Cinéfondation
- Primo premio - Paul est là di Valentina Maurel
- Secondo premio - Heyvan di Bahman Ark e Bahram Ark
- Terzo premio - Deux égarés sont morts di Tommaso Usberti

### Altri premi
- Caméra d'or: Montparnasse - Femminile singolare (Jeune Femme) di Léonor Serraille
- Premio Fipresci:
  - Concorso: 120 battiti al minuto (120 battements par minute) di Robin Campillo
  - Un Certain Regard: Tesnota di Kantemir Balagov
  - Settimana internazionale della critica: A fábrica de nada di Pedro Pinho
- Premio della Giuria Ecumenica: Hikari di Naomi Kawase
- L'Œil d'or Jury: 
  - L'Œil d'or: Visages, villages di Agnès Varda e JR
  - Menzione speciale a Makala di Emmanuel Gras
- Queer Palm:  120 battiti al minuto (120 battements par minute) di Robin Campillo
- Premio François Chalais:  120 battiti al minuto (120 battements par minute) di Robin Campillo
- Dog Palm: Einstein in The Meyerowitz Stories
- Cannes Soundtrack Award: Oneohtrix Point Never per Good Time
- Trofeo Chopard: 
  - Rivelazione femminile: Anya Taylor-Joy
  - Rivelazione maschile: George MacKay

### Premi speciali
- Palma d'oro onoraria - Jeffrey Katzenberg
- Carrosse d'Or - Werner Herzog
- Premio del 70º anniversario - Nicole Kidman